# Skály (Drahanská vrchovina)
Skály jsou s nadmořskou výškou 724 metrů druhý nejvyšší vrchol Drahanské vrchoviny a také stejnojmenná přírodní rezervace, rozkládající se na svahu západně od vrcholu. Nachází se na katastrálních území Protivanova a Bukové v okrese Prostějov. Přírodní rezervace, která má rozlohu 12,03 hektarů, byla vyhlášena v roce 1988. Území spravuje Krajský úřad Olomouckého kraje.

## Důvod ochrany
Důvodem ochrany jsou původní lesní porosty s převažujícím bukem (Fagus sylvatica) a s ojedinělou příměsí smrku ztepilého (Picea abies) a javoru klenu a s typickým bylinným podrostem.

## Flóra
Oblast spadá do 5. jedlobukového stupně.
V bylinném patře roste kostřava lesní (Festuca altissima), strdivka jednokvětá (Melica uniflora), pitulník horský (Galeobdolon montanum), bažanka vytrvalá (Mercurialis perennis), bukovník kapraďovitý (Gymnocarpium dryopteris) a třtina chloupkatá (Calamagrostis villosa).
Stromové patro tvoří květnaté bučiny s mírnými příměsemi javoru klenu (Acer pseudoplatanus).
Jižně od chráněné oblasti stojí v lesním porostu chráněná jedle bělokorá (Abies alba), která je označována jako Jedle pod Skalami.

## Fauna
Z ptáků v lokalitě hnízdí holub doupňák (Columba oenas) či lejsek malý (Ficedula parva).

## Historie
Lovecká chata Hanačka, která byla postavena v roce 1810, byla jedním z opěrných bodů partyzánské skupiny Jermak.

## Vodstvo
Západně od přírodní rezervace pramení potok Luha.

## Geologie
Podloží tvoří kulmské droby, na nich se vytvořily kambizemě, které jsou ve vrcholové části značně kamenité.

## Turistika
Středem přírodní rezervace vede modře značená turistická trasa z Javoříčka přes Kladky, Jaroměřice, Pohoru, Kořenec a Pavlov směrem na Skelnou Huť, Sloup a Blansko. Na severní hranici se z ní u rozcestníku Punkva - pramen, odb. odpojuje odbočka k prameni Luhy. Při dostatku sněhu vede severním okrajem červeně značená lyžařská trasa, která se napojuje na Protivanovský okruh.

## Fotogalerie

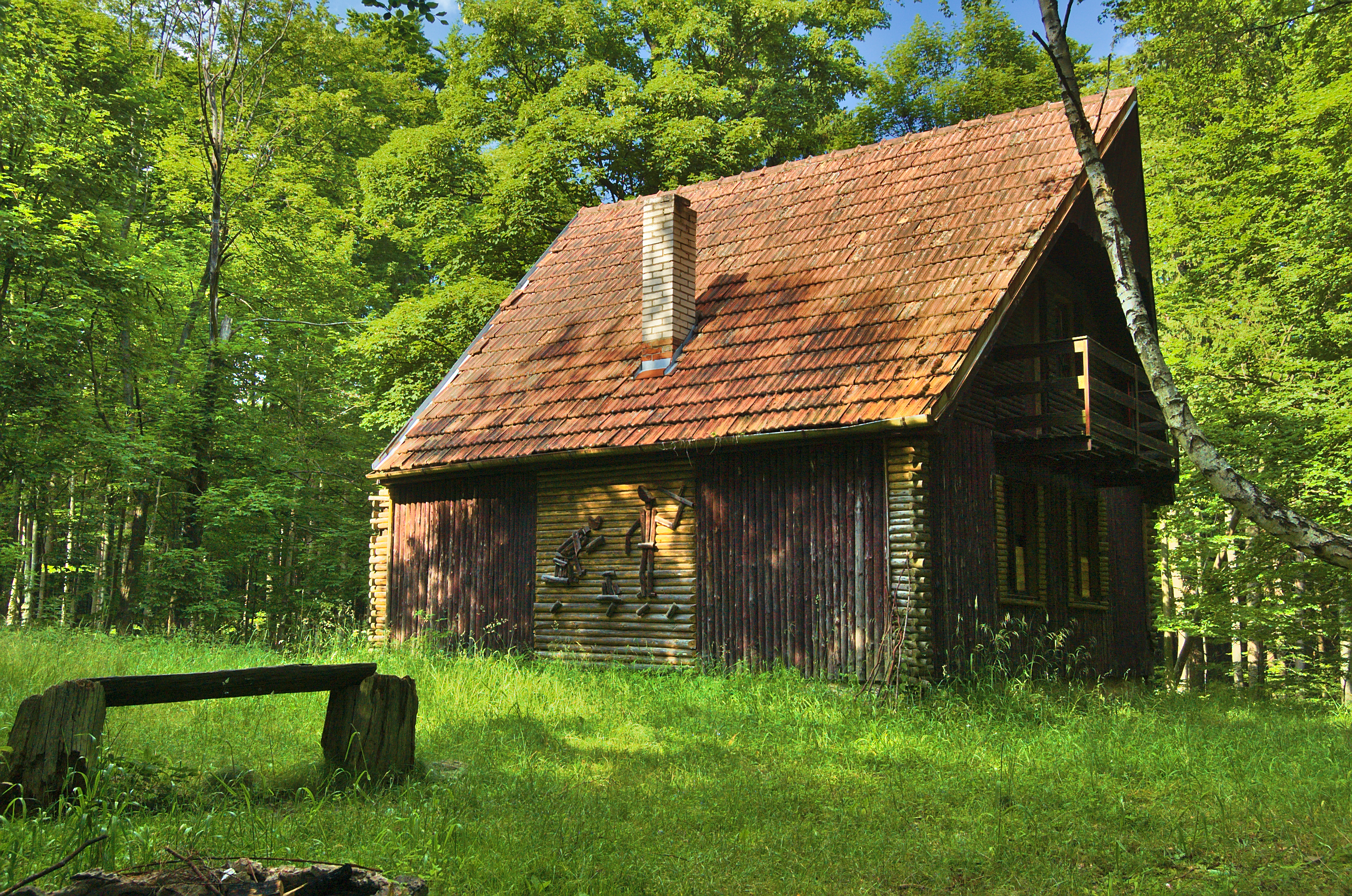
Chata Hanačka
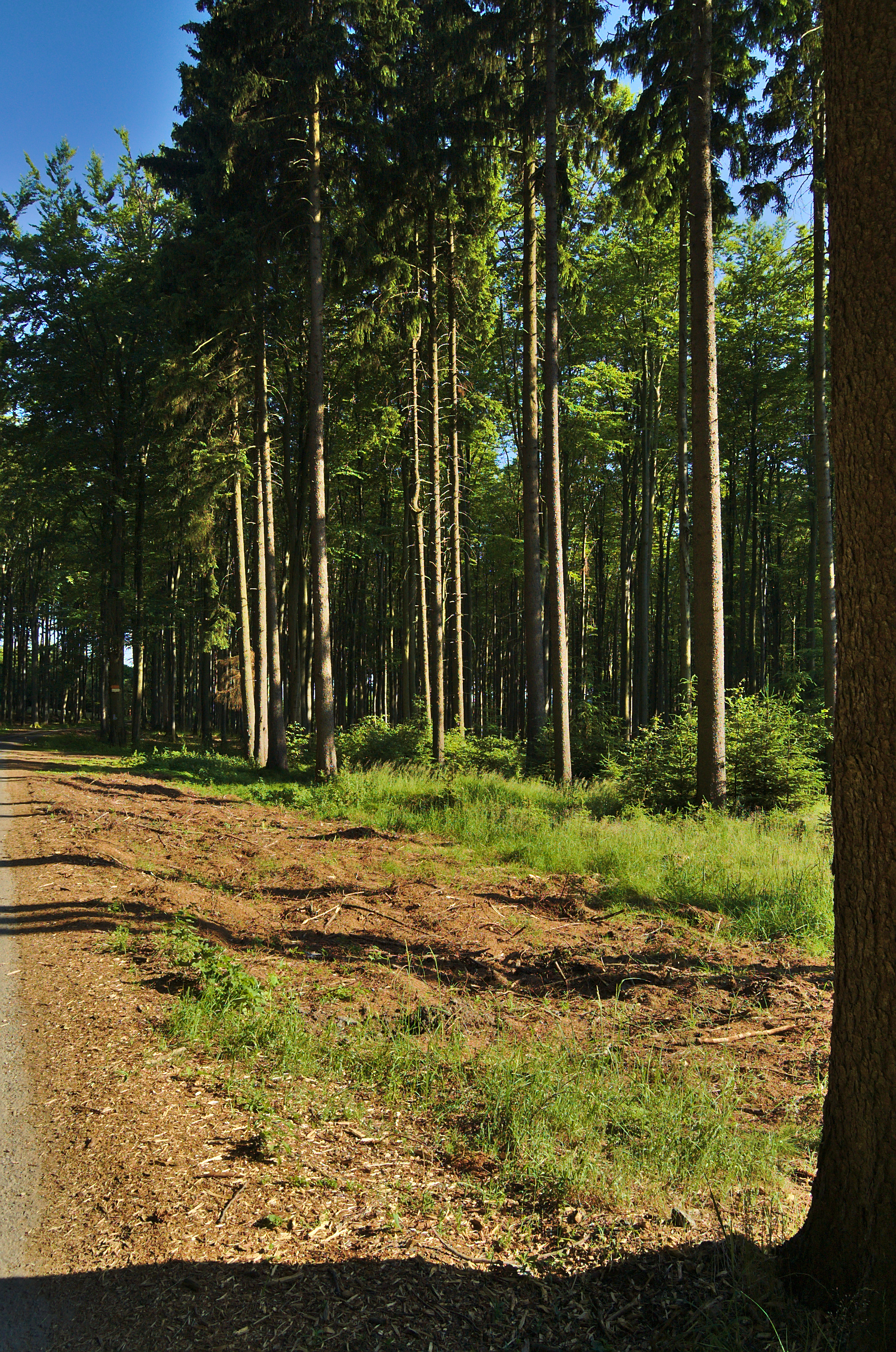
Cesta od Skalek
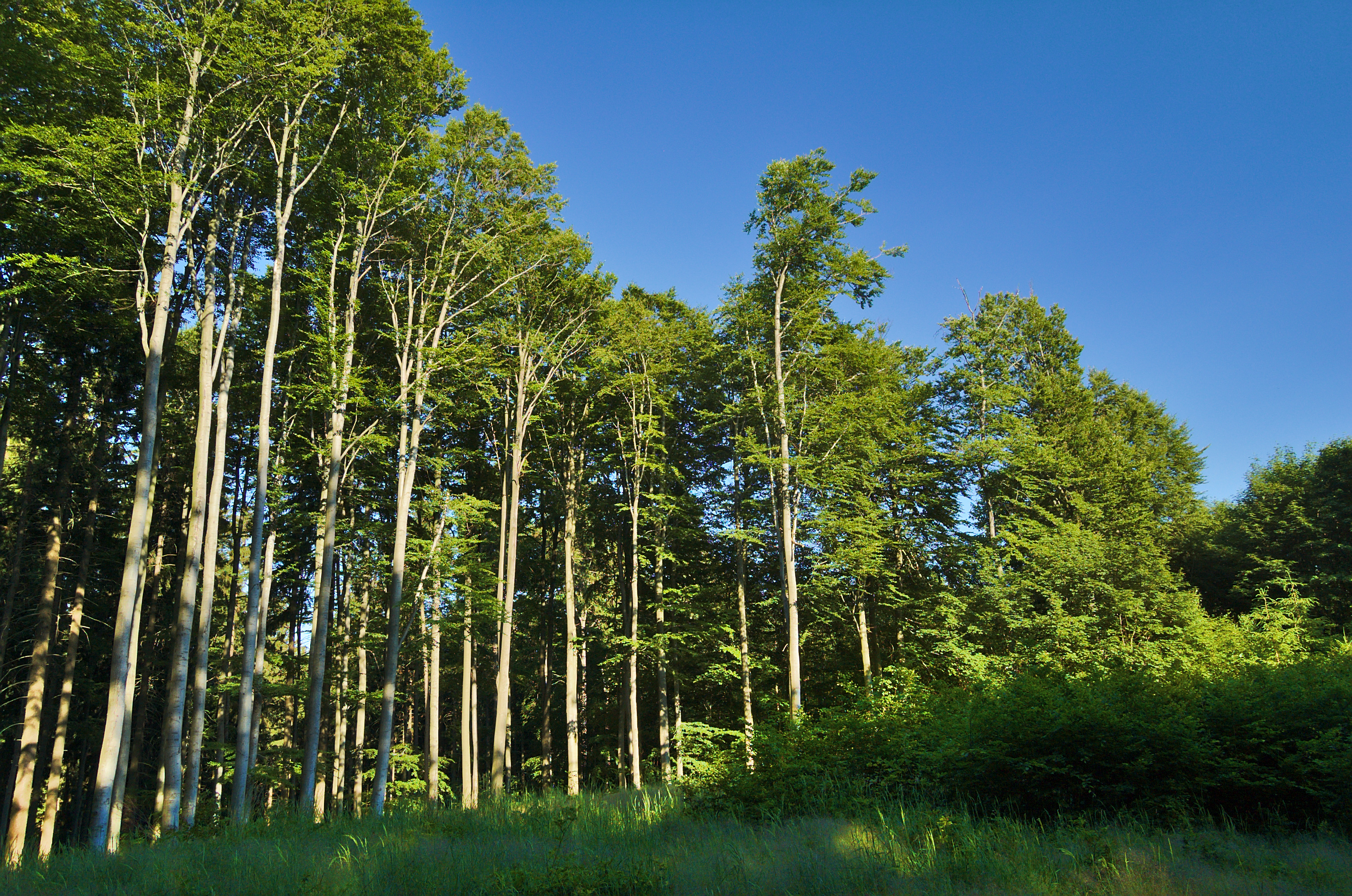
Oblast kolem vrcholu Skály